# Patrick Sullivan (calciatore)
Patrick Sullivan (Dublino, 30 ottobre 1982) è un calciatore irlandese, difensore dello Shamrock Rovers.

## Carriera

### Club
Durante la sua carriera ha giocato con UCD, Drogheda United, Longford Town, Cork City (che ha lasciato il 30 luglio 2007) e Shamrock Rovers.

## Palmarès

### Club

#### Competizioni nazionali
- Campionato irlandese: 2

Shamrock Rovers: 2010, 2011
- Coppa di Lega irlandese: 1

Shamrock Rovers: 2013